# Laurent Storch
Laurent Storch, né le 2 décembre 1961 à Bron (Rhône), est une personnalité française du monde des médias. Il a été directeur général adjoint de Polygram Audiovisuel puis directeur des acquisitions et directeur des programmes de TF1,. Ensuite, il a travaillé avec Dany Boon. Aujourd’hui, il est expert média, auteur, et conférencier,. Il est associé de la plateforme web Théaomai et président de l’Académie du Grand Oral.

## Biographie
Laurent Storch est né le 2 décembre 1961 à Bron.
Il est diplômé de Sciences Po Paris,« avec les félicitations du jury », diplômé d’HEC en 1985 puis obtient un DEA d’Histoire contemporaine à l’École des hautes études en sciences sociales, en 1987.
Après 16 mois de Marine nationale où il obtient le grade d’enseigne de vaisseau, il intègre Procter & Gamble France au département Marketing où il restera 2 ans.
En 1989, il rejoint Universal Music comme directeur du département Special Marketing puis est nommé en 1991 directeur général du label Vidéo et en 1997 directeur général adjoint du département Audiovisuel.
Laurent Storch effectuera 15 ans de sa carrière à TF1 comme directeur des acquisitions et des programmes jeunesse de 1997 à 2008, directeur des programmes, de la chaine de 2008 à 2011 puis directeur de toutes les productions.
En juin 2012, il quitte TF1, et rejoint le groupe de Dany Boon. Il occupe le poste de directeur artistique et du développement des Productions du Chicon du 25 avril 2013 au 25 mars 2017, président et associé de HBB26 et président des Productions du Ch'timi.
Depuis juin 2018, Laurent Storch est conférencier professionnel,, sur le thème du leadership et du succès. Il intervient aussi régulièrement en tant que chroniqueur de l'émission "Plan Média" sur Vivre FM, où il coanime également depuis la rentrée 2020 le "7-9" (matinale de Vivre FM) avec Dominique Célières.
Laurent Storch est associé à la plateforme Web Théaomai qui met en relation les artistes du spectacle vivant avec des responsables culturels et des programmateurs de salles de spectacles.
Il est aussi Président et cofondateur avec Stéphane Blum de l’Académie du Grand Oral.